# Zaklad iz Pietroasele
Zaklad iz Pietroasele (ali zaklad Petrossa), ki so ga leta 1837 našli v Pietroaselee v Buzăuu v Romuniji, je gotski zaklad iz poznega 4. stoletja, ki je vseboval kakih dvaindvajset predmetov iz zlata, med najslavnejšimi primeri mnogobarvnega sloga iz obdobja umetnosti preseljevanja ljudstev. Od dvaindvajsetih kosov jih je ohranjenih le dvanajst in so v Nacionalnem muzeju romunske zgodovine v Bukarešti: velika fibula z glavo orla in tri manjše, okrašene s poldragimi kamni; patera ali okrogla žrtvena posoda, po vzoru orfičnih figur, ki obkrožajo sedečo tridimenzionalno boginjo v središču; dvanajststranska skodelica, prstan z gotskim runskim napisom, velik pladenj, dve drugi ogrlici in vrč. Njihovi različni slogi, v katerih so bili opaženi kitajski hanski slogi v zaponkah pasov, helenistični slogi v zlatih skledah, sasanidski motivi v košarah in germanska moda v fibulah, so značilni za kozmopolitski pogled na Černjahivsko kulturo na območju brez opredeljenih topografskih omejitev.
Ko je Alexandru Odobescu objavil svojo knjigo o zakladu je menil, da bi tako veličastno delo lahko pripadlo samo Atanariku (umrl 381), voditelju Tervingov, gotskega ljudstva. Sodobni arheologi ne morejo povezati zaklada s tako glamuroznim imenom.
Zaklad je bil poslan v Rusijo decembra 1916, ko je nemška vojska v prvi svetovni vojni napredovala skozi Romunijo in je bil vrnjen šele leta 1956.
Atomska analiza zlata iz Pietroasele je pokazala, da so z vidika koncentracij Ir / Au, Cu / Au in Ag / Au trije slogi združeni. Vsaj iz podatkov o koncentraciji iridija je domneva dačansko poreklo surovine zaklada zelo verjetna, saj tudi hipoteza, da so bili rimski cesarski zlatniki uporabljeni za izdelavo artefaktov Pietroasa, ni v skladu z elementarnimi koncentracijami. 
- Srednje fibule v obliki orla, ki so jih v paru nosile gotske ženske
- Zlata patera
- Platnica Alexandru Odobescujevega  Trésor de Petroasa (1889), Henri Trenk.